# شهرستان طارم
شهرستان طارم یکی از شهرستان‌های استان زنجان در ایران است. این شهرستان در شمال استان واقع شده است و با استان‌های گیلان و قزوین و اردبیل همسایه است. جمعیت این شهرستان طبق سرشماری سال ۱۳۹۵، برابر با ۴۶٬۶۴۱ نفر بود. مرکز این شهرستان شهر آب‌بر است.

## جغرافیا
شهرستان طارم یکی از شهرستان‌های هشتگانه استان زنجان است که در شمال استان واقع است. این شهرستان در خرداد ماه سال ۱۳۷۶ به مرکزیت شهر آب‌بر تأسیس شد و شامل دوبخش، پنج دهستان و ۱۵۵ آبادی می‌باشد که ۱۰۱ آبادی آن دارای سکنه و مابقی خالی از سکنه می‌باشند.
این شهرستان از شمال به استان اردبیل و گیلان، از شرق به استان قزوین از جنوب به شهرستان زنجان و سلطانیه محدود است. شهرستان طارم با مساحتی ۲۲۳۵ کیلومتر مربع درمدارهای جغرافیایی ۴۸ درجه و ۳۰ دقیقه تا ۴۹ درجه و ۱۴ دقیقه طول جغرافیایی از نصف‌النهار گرینویچ و ۳۶ درجه و تا ۳۸ دقیقه تا ۳۷ درجه و ۱۳ دقیقه عرض شمال از خط استوا قرار گرفته است.
شهرستان طارم دارای ناهمواری‌های بسیار است و رودخانه قزل اوزن، دره عمیقی را در آن ایجاد کرده است که ارتفاع کف این رودخانه در گیلوان به کمتر از ۴۰۰ متر از سطح دریا می‌رسد. طرفین آن رشته کوه‌هایی قرار گرفته که ارتفاع برخی از قلل آن به بیش از ۲۸۰۰ متر بالغ می‌گردد.
گودترین نقطه استان، یعنی گیلوان واقع در دره قزل اوزن با ارتفاعی ۳۰۰ متر از سطح دریا در این شهرستان واقع شده است و شهر آب بر، مرکز شهرستان در ارتفاع ۷۵۰ متری از سطح دریا قرار دارد.
سهم شهرستان طارم از کل جمعیت استان حدود ۵ درصد و از مساحت آن ۱۰ درصد است.

## زبان
زبان و گویش اکثر مردم شهرستان طارم (حدود ۹۸٪) ترکی آذربایجانی با لهجه خاص طارم است. زبان تاتی نیز زبان حدود ۲٪ از جمعیت شهرستان است که در بخشی از شمال شهرستان طارم دامنه کوه البرز در حدود ۸ روستا (چرزه، باکلور، جمال آباد، قسمتی از آبادی‌های هزارود، بندرگاه، سیاورود، نوکیان، قوهیجان) رایج است.

## تقسیمات کشوری
- بخش مرکزی شهرستان طارم
  - دهستان آب بر
  - دهستان درام

شهرها: آب‌بر
- بخش چورزق
  - دهستان چورزق
  - دهستان دستجرده

شهرها: چورزق
- بخش گیلوان
  - دهستان گیلوان
  - دهستان تشویر

شهرها: گیلوان

## آب و هوا
از نظر وضعیت آب و هوایی این شهرستان دارای شرایط خاص است. چرا که بافت مکانی منطقه از حالت دره‌ای برخوردار بوده و با ارتفاع متوسط ۴۰۰ متر از سطح دریا منطقه به‌طور نسبی به صورت دشت بوده لذا از نظر آب و هوایی تابستان گرم و زمستان معتدل در آن وجود دارد.

## زیست‌بوم

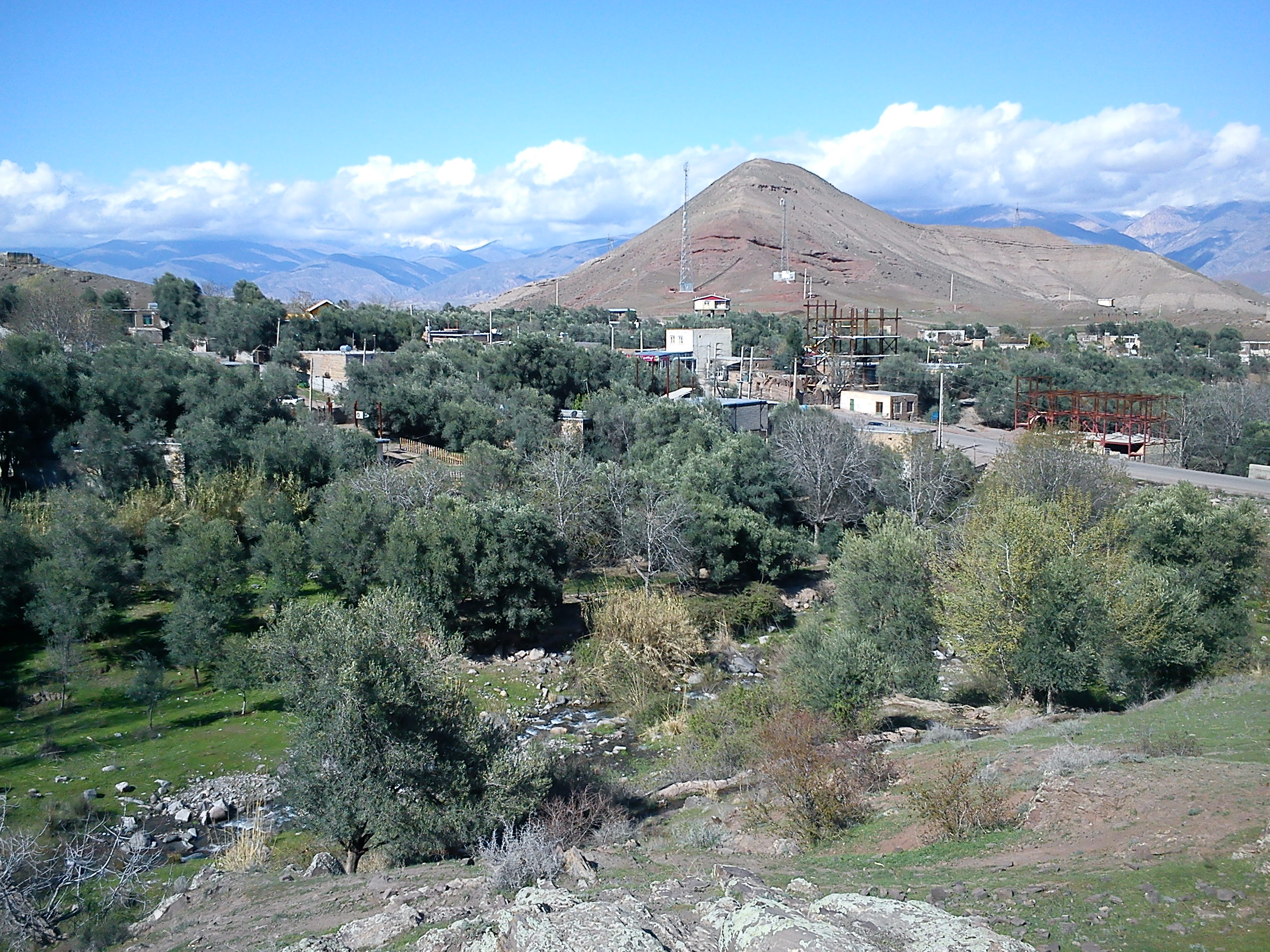
چشم‌اندازی از روستای تشویر

میزان متوسط بارندگی شهرستان ۲۰۰ میلی‌متر که بیشترین پراکنش آن در فصل زمستان می‌باشد. با افزایش ارتفاع مقدار بارش افزایش می‌یابد میانگین حداقل‌های دما ۱۱/۶ و میانگین حداکثرهای دما ۲۳/۲ و میانگین سالانه دما ۱۷/۵ و حداکثر مطلق دما ۴۸ و حداقل مطلق دما ۹/۵- درجه سانتیگراد در آمار ایستگاه هواشناسی آب بر گزارش شده است. این شهرستان دارای دو منطقه کوهستانی و کوهپایه‌ای بوده و از نظر اقلیمی دارای دو ا قلیم متفاوت معتدل و سردسیر می‌باشد.

## جایگاه
شهرستان طارم در مدارهای جغرافیایی ۴۸ درجه و ۳۰ دقیقه تا ۴۹ درجه و ۱۴ دقیقه طول جغرافیایی از نصف‌النهار گرینویچ و ۳۶ درجه و ۳۸ دقیقه تا ۳۷ درجه و ۱۳ دقیقه عرض جغرافیایی از خط استوا قرار گرفته است ارتفاع کف رودخانه قزل اوزن در گیلوان کمتر از ۴۰۰ متر از سطح دریا می‌باشد و اکثر اراضی کشاورزی در ارتفاع ۳۰۰ تا ۷۰۰ متر قرار دارند به غیر از رودخانه قزل‌اوزن تعداد ۲۲ رشته رودخانه از کوه‌های شهرستان سرچشمه گرفته و به رودخانه قزل‌اوزن وارد می‌گردند. حوزه آبریز این رودخانه ۴۹۵۰۰ کیلومتر مربع می‌باشد.

## دیدنی‌های طارم
- منطقه گردشگری جورکان شهر آب بر شامل بقعه امامزاده جعفر ع، چشمه خانسر، آتشکده پیرهمدان. کلبه ائللر و باغات سرسبز منطقه جورکان
- سد طبیعی کرد آباد (چینی لر) این سد بر اثر رانش زمین در زلزله سال ۱۳۶۹ طارم و رودبار بر روی رودخانه روستای کردآباد تشکیل شده و منظره زیبایی را تشکیل داده است که در اکثر ایام سال میزبان گردشگران است

### روستاهای توریستی
- روستای شیت
- روستای هزاررود
- روستای ولیدر
- روستای زاچکان
- روستای جوجرگان
- روستای ایچ

### آتشکده‌ها
- آتشکده تشویر

چهارطاقی گیلانکشه

- آتشکده پیر همدان (البته به نظر عده زیادی از اهالی و بنابر شواهد معماری و آثار معنوی مکتوب در داخل بنا این اثر بیشتر احتمال دارد که بقعه زیارتی باشد تا یک آتشکده)
- غار بزرگ خرمنه سر در روستای ده بهار (شاهنشین)
- آتشکده سانسیز
- آتشکده الزین
- آتشکده پیر چم
- آتشکده گیلانکشه
- آتشکده گنبه‌تبر هزاررود

### قلعه‌های باستانی
- قلعه درام
- قلعه سانسیز
- قلعه شیت
- تپه باستانی منجوق داغی روستای جزلاندشت، گورستان باستانی مربوط به دوره پیش از اسلام جیران تاپی روستای جزلاندشت
- قزل قلعه
- گور قلعه آب بر
- باغ و عمارت منصور خان ته دره‌ای در ونیسر

### آبشارها
- آبشار هشترخان

آبشار هشترخان طارم در موقعیت جغرافیایی E485342 N364420 در استان زنجان واقع است. . این آبشار در دره‌ای سرسبز میان کوه‌های ناحیه طارم، در شرق شهر زنجان در نزدیکی روستای لار واقع است. سرچشمه آبشار هشتر خان چشمه جوشان است و آبشار پس از ریزش، رودخانه هشترخان را تشکیل می‌دهد. ارتفاع آبشار حدود ۳۰ متراست. برای دیدن آبشار زیبای هشتر خان باید از جاده زنجان- طارم وارد راه خاکی و ناهمواری شد و پس از عبور از امامزاده حسن مثنی و روستای امام به‌آبادی لار رسید و از آنجا تا آبشار را حدود دو ساعت پیاده پیمود. از روستاهای دیگر نزدیک آبشار نیز می‌توان به تماشای آبشار رفت. کوه‌های بلند و سرسبز، دره‌ای بسیار عظیم، رودخانه‌ای خروشان و پرآب، جنگل درختان فندق، هوای خوب و طبیعت بکر، آبشار و ناحیه هشترخان یا هشت چشمه را به یکی از نواحی زیبا و مناسب برای گردشگری، کوهنوردی و دوچرخه سواری در کوهستان تبدیل کرده است.
این آبشار حاصل تلاقی هشت چشمه جوشان است که منظره بدیعی را به وجود آورده است. در طول مسیر، جنگل درختان فندق متعلق به روستاییان، زیبایی خاصی به منطقه داده است. منظره عمومی رودخانه قزل اوزن و باغ‌های زیبای زیتون از جاده زنجان به طارم و قبل از سرخه دیزج، بسیار جذاب و دیدنی است. ارتفاعات جالب منطقه، باعث پدید آمدن این مناظر بدیع برای مسافران عبوری شده است.
- آبشارهای هزاررود
- چشمه قوهیجان
- آبشار بزرگ اسد داشی
- آبشار وزنه‌سر
- آبشار کُله سیران
- آبشار شیرین سو (درّام)

### رودها
- رودخانه لووان چایی از گردنه آق کدیگ (ییلاق روستای جیا و ارشت) و سندستان (ییلاق روستای ایچ و شهرچورزق) سرچشمه گرفته و روستاهای گمان، شیرمیشه، ایچ، جیا و ارشت را سیر آب می‌کند و در نزدیکی روستای ارشت به رودخانه قزل اوزن می‌پیوندد. دارای طبیعتی بکر و روح نواز در فصول مختلف سال می‌باشد.
- رودخانه هزاررود که از کوه‌های منتهی به گیلان سرچشمه می‌گیرد و در مسیر خود آب چشمه‌های زیادی را با خود همراه می‌سازد که یکی از طولانی‌ترین رودهای این شهرستان به‌شمار می‌رود؛ این رودخانه یکی از رودخانه‌های دایمی طارم می‌باشد که بسیاری از باغات هزاررود را سیراب می‌کند.
- رودخانه آب بر که از قله‌های سر سبز ییلاق آب بر در منطقه دیزاب و گرداب سرچشمه گرفته و از کنار شهر آب بر عبور می‌کند و داری مناطق سر سبز گردشگری مانند چشمه خانسر، باغات سر سبز جور کان و پیر همدان بوده و محوطه سر سبز امامزاده جعفر و هاشم و عوف (علیم السلام) در جوار این رودخانه واقع شده است.
- رودخانه باکلور که از کوه‌های باکلور و چشمه‌های مسیر سرچشمه می‌گیرد (چشمه اسپی خانی و چشمه لار و …) و با عبور از روستای باکلور و باغات گردو و روستای کرداباد وارد رود قزل اوزن می‌شود در مسیر این رود دو سد خاکی طبیعی مانع از خشک شدن رود در فصول گرم سال می‌شود.
- رودخانه هازار
- رودخانه درام چای از کوه‌های نزدیک ماسوله و خلخال سرچشمه می‌گیرد و بعد از عبور از روستاهای سیاهورود ونوکیان زمینهای کشاورزی روستاهای کلتان، کماندشت، جزلاندشت، ودرام راسیراب می‌کند و درست در روبروی رودخانه حسن غیب به قزل اوزن می‌ریزد
- رودخانه حسن غیب که درفصل بهار رودخانه خروشانی است از کوه‌های نزدیک زنجان سر چشمه گرفته و زمینهای حاصلخیز روستاهای شیت، جزلا، چورزق، را آبیاری کرده و روبرو بارودخانه درام چای به قزل اوزن میزیزد
- رودخانه چینی لر
- رود قزل اوزون که از کوه‌های چهل چشمه در کردستان سرچشمه می‌گیرد با طی مسیری طولانی وارد طارم شده و پس از عبور از آن در منجیل با خانچایی پیوند می‌خورد. سد منجیل در محل پیوند این دو رود احداث شده است که این دورودخانه رودخانه سفیدرود را تشکیل می‌دهد.[نیازمند منبع]
- رودخانه شیت؛ که از ییلاقات شیت سرچشمه می‌گیرد و بعد از عبور از روستای ولیدر به روستای توریستی شیت می‌رسد که طبیعت چشم نوازی در آن منطقه خلق کرده است.

## محصولات باغی و زراعی

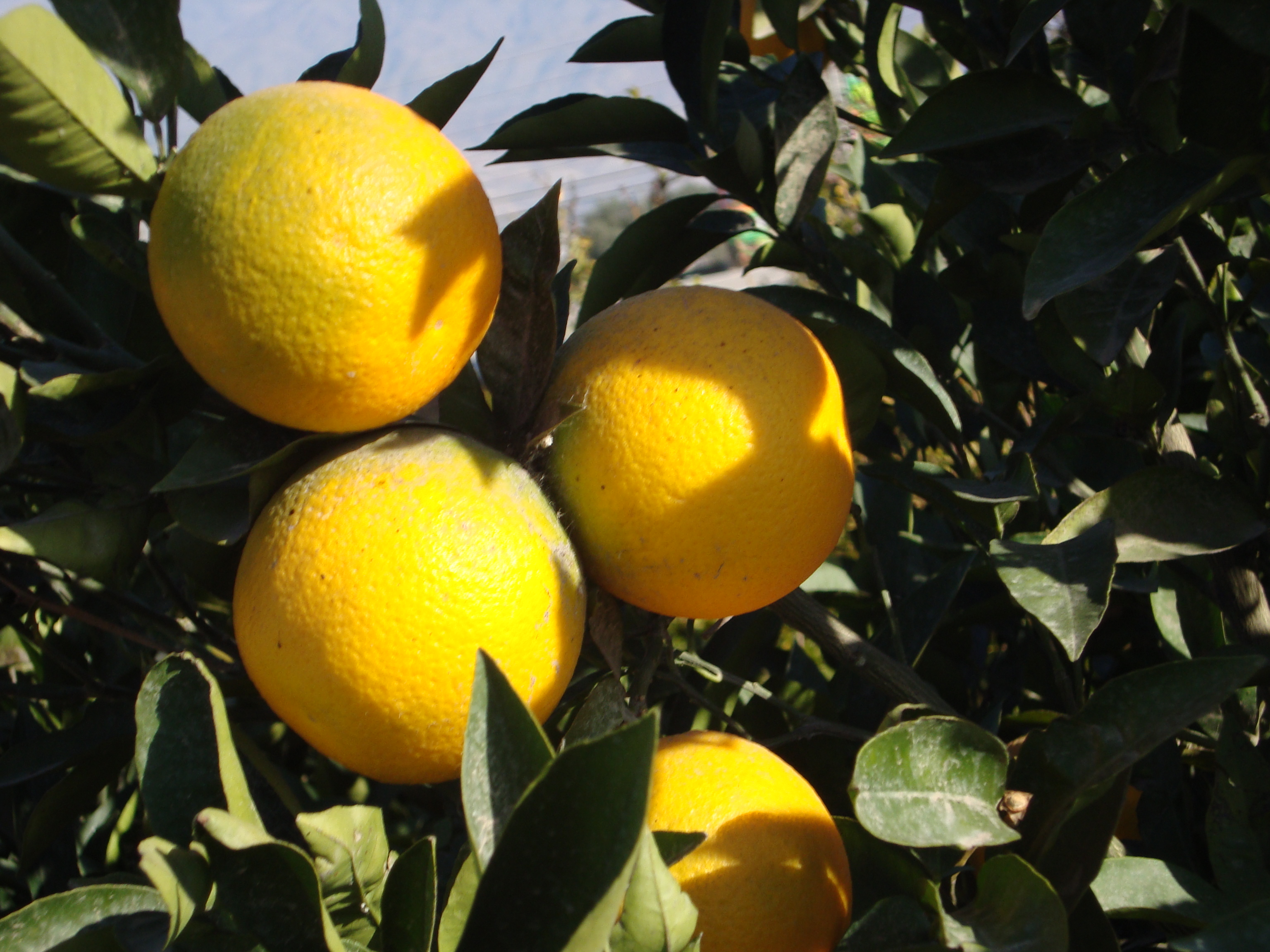
محصول مرکبات روستای گیلانکشه

محصولات عمده این شهرستان شامل زیتون، برنج هاشمی و انارمی‌شود.
البته به غیر از این محصولات، محصولات دیگری اعم ازگیلاس، آلبالو، مرکبات، آلو، زردآلو، هلو، سیب، به، گلابی، ازگیل، انجیر، انگور، لوبیا، نخود، عدس، گندم، دانه‌های روغنی، پنبه، ذرت، جارو، سیر، بادام زمینی، بادام، گردو، پیاز، گوجه فرنگی، سبزی، کرفس، خربزه، خیار،
فلفل، سیب زمینی، طالبی، هندوانه و … در شهرستان طارم کشت می‌شود که جمعاً بیش از ۲ میلیون تن است.